# Wasatchian
Het Wasatchian is een van de North American land mammal ages en het is een stratigrafische biozone die het Vroeg-Eoceen omvat. Het Wasatchian duurde van 55,8 tot 50,3 miljoen jaar geleden. De biozone is vernoemd naar de Wasatch-formatie
Het Wasatchian valt binnen het Ypresien en correleert met het Sparnacian van Europa. Het wordt voorafgegaan door het Clarkforkian en gevolgd door het Bridgerian.

## Onderverdeling
Walter Granger deelde in 1914 het Wasatchian naar aanleiding van fossiele vondsten in de Bighorn- en Clark's Fork-bekkens in Wyoming in in vier faunazones: het Sandcouleean (55,0-54,3 Ma), het Graybulian (54,3-53,0 Ma), het Lysitean (53,0-52,5) en het Lostcabinian (52,5-50,0). In 1983 kwam Philip Gingerich met een nieuwe indeling in acht zones gebaseerd op het eerste voorkomen van Hyracotherium grangeri (Wa-0), Cardiolophus radinski (Wa-1), Arfia shoshoniensis (Wa-2), Homogalax protapirinus (Wa-3), Hyracotherium pernix (Wa-4), Bunophorus estagius (Wa-5), Heptodon calciculis (Wa-6) en Lambdotherium primaevum (Wa-7). Hierbij vervingen de eerste drie zones het Sandcouleean van Granger en de volgende drie zones het Graybullian. Wa-6 komt overeen met het Lysitean. Wa-7 omvat net als het Lostcabinian de tweede helft van het Wasatchian. Een negende zone, het Wa-M, volgde later voor de fase direct na de Paleoceen-Eoceen-grens.
De huidige tijdsgrenzen van de zones van het Wasatchian zijn als volgt:
- Wa-0: 55,8-55,75 Ma
- Wa-1: 55,75-55,5 Ma
- Wa-2: 55,5-55,2 Ma
- Wa-3: 55,2-54,95 Ma
- Wa-4: 54,95-54,1 Ma
- Wa-5: 54,1-53,9 Ma
- Wa-6: 53,9-52,9 Ma
- Wa-7: 52,9-50,3 Ma

## Fauna

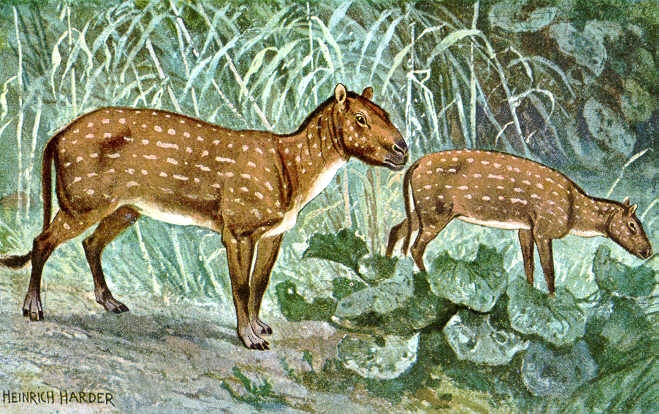
Eohippus

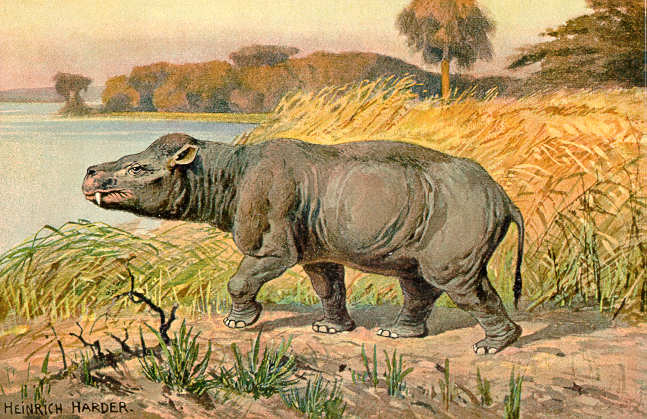
Coryphodon

Het voorkomen en de ontwikkeling van de fauna van Noord-Amerika in het Wasatchian is met name bekend door fossiele vondsten in de centrale delen van de Verenigde Staten, die destijds bedekt waren met bosgebieden. Afzettingen van de Willwood-formatie in het Bighorn-bekken beslaan alle zones van het Wasatchian. De San José-formatie in het San Juan-bekken in New Mexico omvat afzettingen uit het Midden-Wasatchian. Buiten de centrale delen van de Verenigde Staten zijn onder meer fossielen gevonden in de Tuscahoma-formatie in Mississippi, afgezet in een subtropisch kustbos, en in de Margaret-formatie op het Canadese Ellesmere-eiland, een Arctisch eiland met een destijds warmer klimaat dan tegenwoordig.
De overgang van het Clarkforkian naar het Wasatchian viel in het Paleocene-Eocene Thermal Maximum, een periode van sterke klimaatsveranderingen. In deze periode immigreerden de onevenhoevigen, evenhoevigen en primaten naar Noord-Amerika vanuit de Oude Wereld. Sifrhippus, Diacodexis en Teilhardina zijn vroege vertegenwoordigers van deze drie groepen in het Wasatchian. Ook de hyaenodonten zoals Prototomus verscheven in Noord-Amerika in het begin van het Wasatchian. Daarnaast ontwikkelden de miaciden, oxyaeniden en knaagdieren zich tijdens het Wasatchian verder. De eerste Noord-Amerikaanse vleermuizen ontwikkelden zich in het Laat-Wasatchian. Oudere zoogdiergroepen die in het Wasatchian overleefden waren onder meer arctocyoniden als Chriacus, phenacodonten als Ectocion, pantodonten als Coryphodon, taeniodonten als Stylinodon en multituberculaten.